# Valsa
Valsa is een geslacht van schimmels behorend tot de familie Valsaceae, die behoort tot de orde Diaporthales van de ascomyceten. Het geslacht werd voor het eerst in 1849 beschreven door de mycoloog en botanicus Elias Magnus Fries.

## Soorten
Volgens Index Fungorum telt het geslacht 59 soorten (peildatum januari 2023):
| Soortnaam                               | Auteur(s)                           | Publicatiejaar |
| --------------------------------------- | ----------------------------------- | -------------- |
| Valsa abrupta                           | Cooke                               | 1879           |
| Valsa calosphaerioides                  | Rehm                                | 1901           |
| Valsa canariensis                       | Petr.                               | 1929           |
| Valsa cejpii                            | Z. Urb.                             | 1956           |
| Valsa cephalotaxi                       | Sawada                              | 1950           |
| Valsa cerasi                            | Feltgen                             | 1901           |
| Valsa ceratophora (Bramenkarafjeszwam)  | Tul. & C. Tul.                      | 1863           |
| Valsa ceuthospora                       | Cooke                               | 1879           |
| Valsa chlorina                          | Pat.                                | 1906           |
| Valsa clavigera                         | Dearn. & Barthol.                   | 1917           |
| Valsa corchori                          | Syd., P. Syd. & E.J. Butler         | 1911           |
| Valsa cryptomeriae                      | Kitaj.                              | 1922           |
| Valsa darjeelingensis                   | Dargan & Ashw.K. Sharma             | 1994           |
| Valsa fabianae                          | G.C. Adams, M.J. Wingf. & Jol. Roux | 2005           |
| Valsa flacourtiae                       | Pat.                                | 1903           |
| Valsa fortunea                          | G.C. Zhao, S.F. Sheng & Nan Li      | 1991           |
| Valsa frangulae                         | Munk                                | 1957           |
| Valsa gales                             | Syd.                                | 1932           |
| Valsa germanica                         | Nitschke                            | 1870           |
| Valsa guajava                           | Henn.                               | 1908           |
| Valsa holodiscina                       | Fairm.                              | 1923           |
| Valsa humboldtiana                      | Starbäck                            | 1905           |
| Valsa iranica                           | Ashkan & Hedjar.                    | 1982           |
| Valsa jaapiana                          | Kirschst.                           | 1922           |
| Valsa jaczewskii                        | Panas.                              | 1938           |
| Valsa juglandis                         | (Berk. & M.A. Curtis) Sacc.         | 1911           |
| Valsa kitajimana                        | Tak. Kobay.                         | 1970           |
| Valsa lepargyraeae                      | Earle                               | 1901           |
| Valsa lindavii                          | Ruhland                             | 1900           |
| Valsa malicola                          | Z. Urb.                             | 1956           |
| Valsa minutula                          | Sacc.                               | 1913           |
| Valsa myricae                           | Cooke & Ellis                       | 1878           |
| Valsa myricina                          | Kirschst.                           | 1944           |
| Valsa nobilis                           | Sacc. & P. Syd.                     | 1902           |
| Valsa octospora                         | J.Y. Yuan                           | 1989           |
| Valsa paulowniae                        | Miyabe & Hemmi                      | 1916           |
| Valsa periplocae                        | Urries                              | 1956           |
| Valsa phillyreae                        | Jaap                                | 1916           |
| Valsa pini                              | (Alb. & Schwein.) Fr.               | 1849           |
| Valsa platani                           | (Schwein.) Cooke                    | 1879           |
| Valsa proximella                        | Naumov                              | 1915           |
| Valsa pustulata (Puistige karafjeszwam) | Auersw.                             | 1870           |
| Valsa querna                            | (Curr.) Berk. & Broome              | 1859           |
| Valsa rhizomatincola                    | Kirschst.                           | 1935           |
| Valsa rhododendrophila                  | Rehm                                | 1912           |
| Valsa rhododendrophiloides              | Sergeeva                            | 1951           |
| Valsa rhodospora                        | Sacc.                               | 1906           |
| Valsa rostrupiana                       | Munk                                | 1957           |
| Valsa saccharina                        | Rehm                                | 1912           |
| Valsa salicina (Wilgenkarafjeszwam)     | (Pers.) Fr.                         | 1849           |
| Valsa sardoa                            | Sacc. & Traverso                    | 1903           |
| Valsa symphoricarpi                     | Rehm                                | 1911           |
| Valsa tenella                           | Fabre                               | 1883           |
| Valsa theae                             | Hara                                | 1919           |
| Valsa uralensis                         | Naumov                              | 1915           |
| Valsa venustula                         | Sacc.                               | 1914           |
| Valsa weiriana                          | Petr.                               | 1924           |
| Valsa wisteriae                         | Tschern.                            | 1929           |
| Valsa yerbae                            | Speg.                               | 1908           |